# میکائیل تلکویست
میکائیل تلکویست (انگلیسی: Mikael Tellqvist؛ زادهٔ ۱۹ سپتامبر ۱۹۷۹) بازیکن هاکی روی یخ اهل سوئد بود.
از باشگاه‌هایی که در آن بازی کرده‌است می‌توان به فینیکس کایوتیس اشاره کرد.